# Peer Hultberg
Peer Hultberg (Vangede, 8 de noviembre de 1935 - Hamburgo, 20 de diciembre de 2007) fue un escritor danés galardonado en 1993 con el Premio de Literatura del Consejo Nórdico por su novela Byen og verden.

## Carrera
Vivió durante su infancia y adolescencia en Horsens y Viborg y estudió francés, musicología y lenguas eslavas en la Universidad de Copenhague. Vivió unos años en Skopie y Varsovia, y finalmente se licenció en lenguas eslavas en la Universidad de Londres en 1963.
Trabajó como lector de polaco en esta universidad un par de años mientras preparaba su tesis sobre el estilo literario de Wacław Berent. Al recibir el doctorado siguió como lector de polaco en la Universidad de Copenhague y en 1973 comenzó a estudiar el psicoanálisis en el Instituto C.G. Jung de Zúrich.
Posteriormente se mudó a Hamburgo, donde ejerció de psicoanalista varios años.

## Obras
- Mytologisk landskab med Daphnes forvandling (novela, 1968)
- Desmond! (novela, 1968)
- Requiem (novela, 1985)
- Slagne veje (novela, 1988)
- Præludier (novela, 1989)
- Byen og verden (novela, 1992)
- Kronologi (novela, 1995)
- De skrøbelige (teatro, 1998)
- Fædra (teatro, 2000)
- Kunstgreb (teatro, 2000)
- Min verden - bogstavligt talt (biografía, 2005)
- Vredens nat (novela, 2008)